# Sigge Sigfridsson
Sigge Lars-Ove Arnold Sigfridsson (ursprungligen Lars-Ove Arnold Sigfridsson) född 12 januari 1955 i Sala stadsförsamling, är en svensk journalist, författare och förläggare.
Sigfridsson började arbeta som reporter på Aftonbladet 1986, där han bland annat var verksam som kriminalreporter, och har frilansat från 1992.
Han har varit gift med journalisten Kerstin Weigl.

## Förläggarverksamhet
Hans förläggarverksamhet hade sin bakgrund i ett uppdrag han fick av Jan Stenbeck, som ville se en avslöjande bok om familjen Bonnier, som Stenbeck hade konflikter med. Resultatet blev Boken om Bonniers, som gavs ut 1995. Stenbeck ändrade dock uppfattning om utgivningen av boken, och Sigfridsson gav därför själv ut den på förlaget Wiking & Jonsson, som detta förlags enda utgivning.
1996 tog Lasse Anrell kontakt och ville ge ut Sportgrodor. Förlagsnamnet var nu Ordupplaget. På förslag av Anrell blev ersättningen till författaren 50% efter avdrag för tryckkostnader och omkostnader, vilket var mer än den då normala nivån för svenska bokförlag. På detta förlag gav han själv 1997 också ut Chicken race: Aftonbladet eller Expressen, som berättade hur Aftonbladet gick om Expressen i upplaga.
Senare tog Liza Marklund kontakt med Sigfridsson och ville ge ut en serie om fem böcker. Den första boken i serien, Sprängaren, gavs ut 1998, med samma ersättningsmodell som för Anrells bok, och nu med Marklund som delägare i förlaget. Marklunds böcker blev snabbt storsäljare, verksamheten blev därför mycket lönsam och det började bli aktuellt att anställa någon för att sköta förlaget, som dittills varit en hobbyverksamhet för Sigfridsson. Efter att Sigfridsson och Marklund slagit sig ihop med Jan Guillou och Ann-Marie Skarp skapades Piratförlaget 1999. Namnet Piratförlaget kom till efter att Svante Weyler, då chef på Norstedts (som Guillou och Skarp lämnade), hade skrivit en upprörd artikel på Dagens Nyheters kultursidor där han kallade Sigfridsson "piratförläggare", vilket personerna bakom förlaget tyckte var ett utmärkt uppslag till namn.
2002 lämnade Sigfridsson ägandet i Piratförlaget, och sålde sin andel till de övriga tre ägarna. Han har fortsatt att ge ut böcker i mindre skala på sitt eget förlag Ordupplaget.